# Bikki
 (juillet 2025).
Si vous disposez d'ouvrages ou d'articles de référence ou si vous connaissez des sites web de qualité traitant du thème abordé ici, merci de compléter l'article en donnant les références utiles à sa vérifiabilité et en les liant à la section « Notes et références ».
Hisao Sunazawa (砂澤 恒雄, Sunazawa Hisao) dit Bikki (ビッキ), né le 6 mars 1931 et décédé le 25 janvier 1989, était un sculpteur sur bois japonais issu de l'ethnie des Aïnous, une ethnie minoritaire du Japon.

## Biographie
Bikki a permis de faire connaître la culture aïnoue à travers ses œuvres (réalisées avec des caractères typiques de sa culture) et son engagement. Son fils Oki, s'est investi dans la même démarche, appliquée aux arts musicaux.
Ayant subi le « travestissement » de la culture aïnoue imposé par les Japonais au début du XXe siècle (travaux forcés de gravures sur bois pour des Japonais), Bikki a consacré toute sa vie à la défense de la culture aïnoue. Il fut l’un des premiers initiateurs des connexions avec les tribus amérindiennes, grâce à l'exposition de certaines de ses sculptures en Colombie-Britannique où il s'est établi durant un temps.
Une fois sa renommée acquise, il a continué à utiliser son art pour disséminer la culture aïnoue (explications de ses créations, interviews, relations du milieu artistique...). En hommage, deux astronomes japonais, Kin Endate et Kazurō Watanabe, ont donné son nom à l'astéroïde (5372) Bikki. Les sculptures de Bikki sont toujours exposées, et son atelier « Sun More » est ouvert au public, à Otoineppu, près du fleuve Teshio sur l'île de Hokkaidō.
Bikki est décédé le 25 janvier 1989.